# Kia Niro

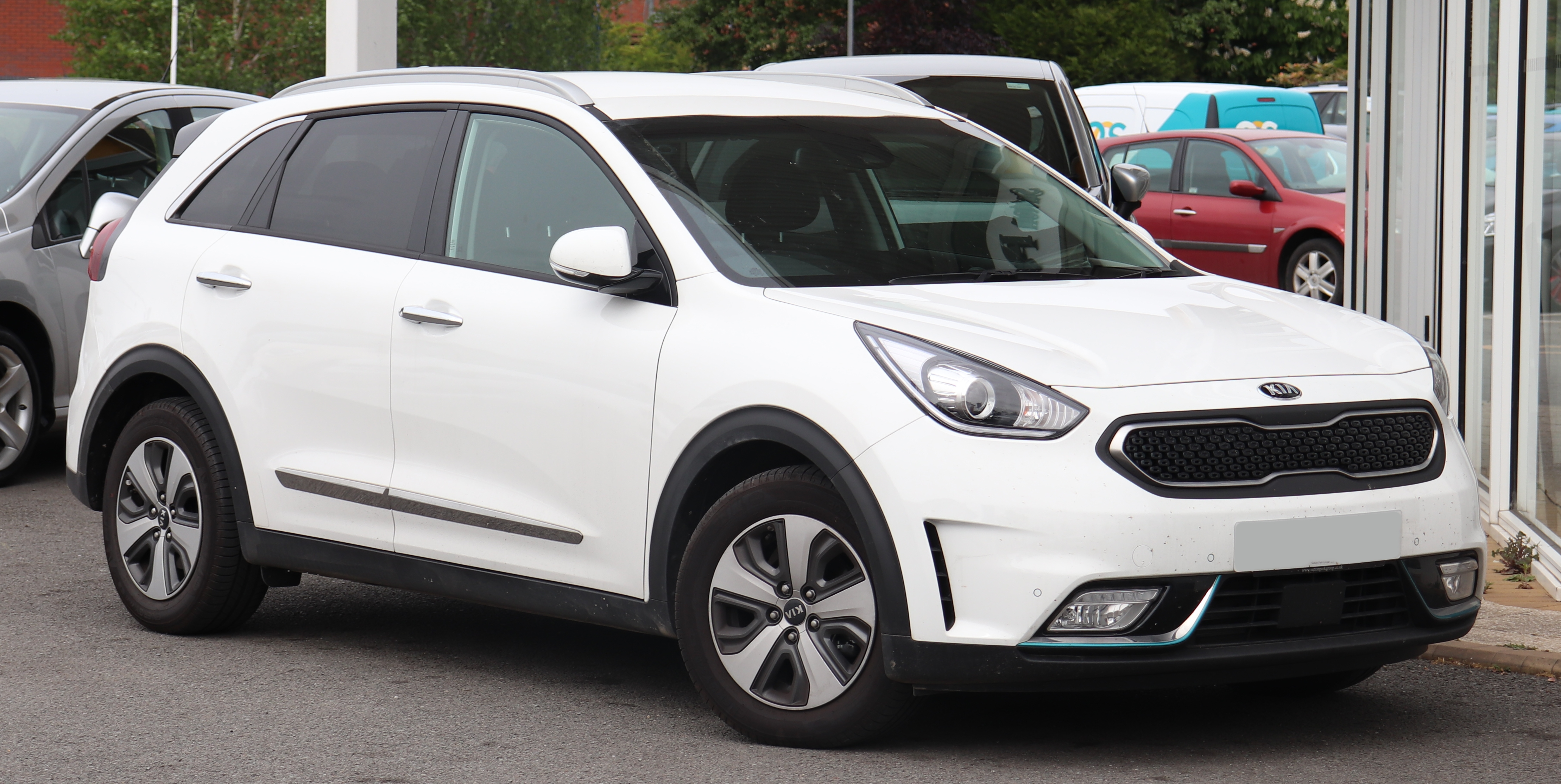
Kia Niro PHEV

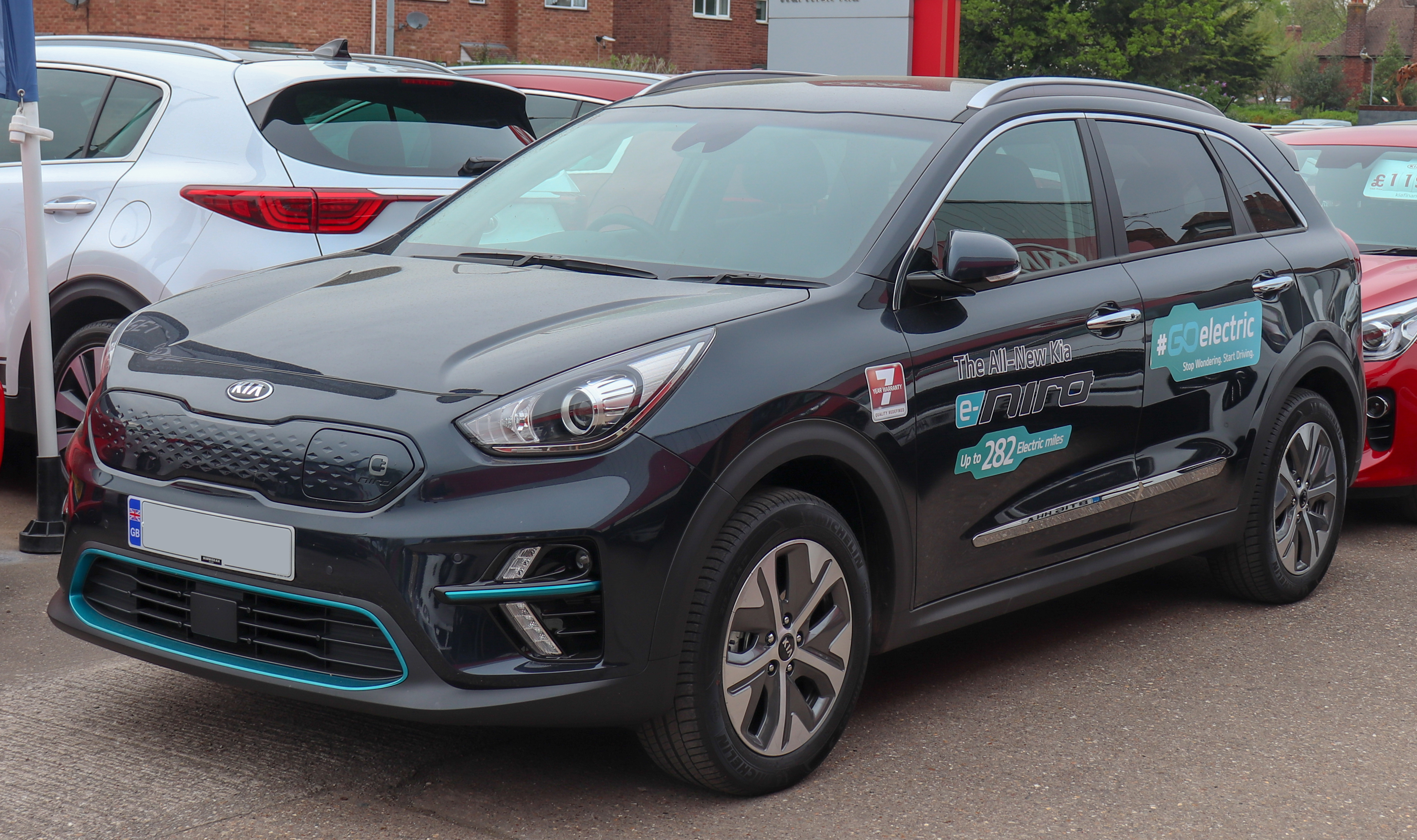
Kia Niro EV

De Kia Niro is een cross-over van het Zuid-Koreaanse automerk Kia.
Het model wordt geleverd in een hybride (uitgebracht in 2016), plug-inhybride variant (uitgebracht in 2017) en volledig elektrische variant (uitgebracht in 2018), de Kia Niro EV.